# Tsunâmi no estreito de Sunda em 2018
No dia 22 de dezembro de 2018 um tsunâmi causado por uma erupção do vulcão Anak Krakatoa no Estreito de Sunda atingiu a região costeira de Banten e Lampung, Indonésia. Pelo menos 437 pessoas morreram, mais de 14000 ficaram feridas e 24 ainda estão desaparecidas. A Agência Meteorológica, Climatológica e Geofísica da Indonésia (BMKG), atribuiu o tsunâmi à maré alta e a um deslizamento submarino de terra causado por uma erupção vulcânica.

## Contexto

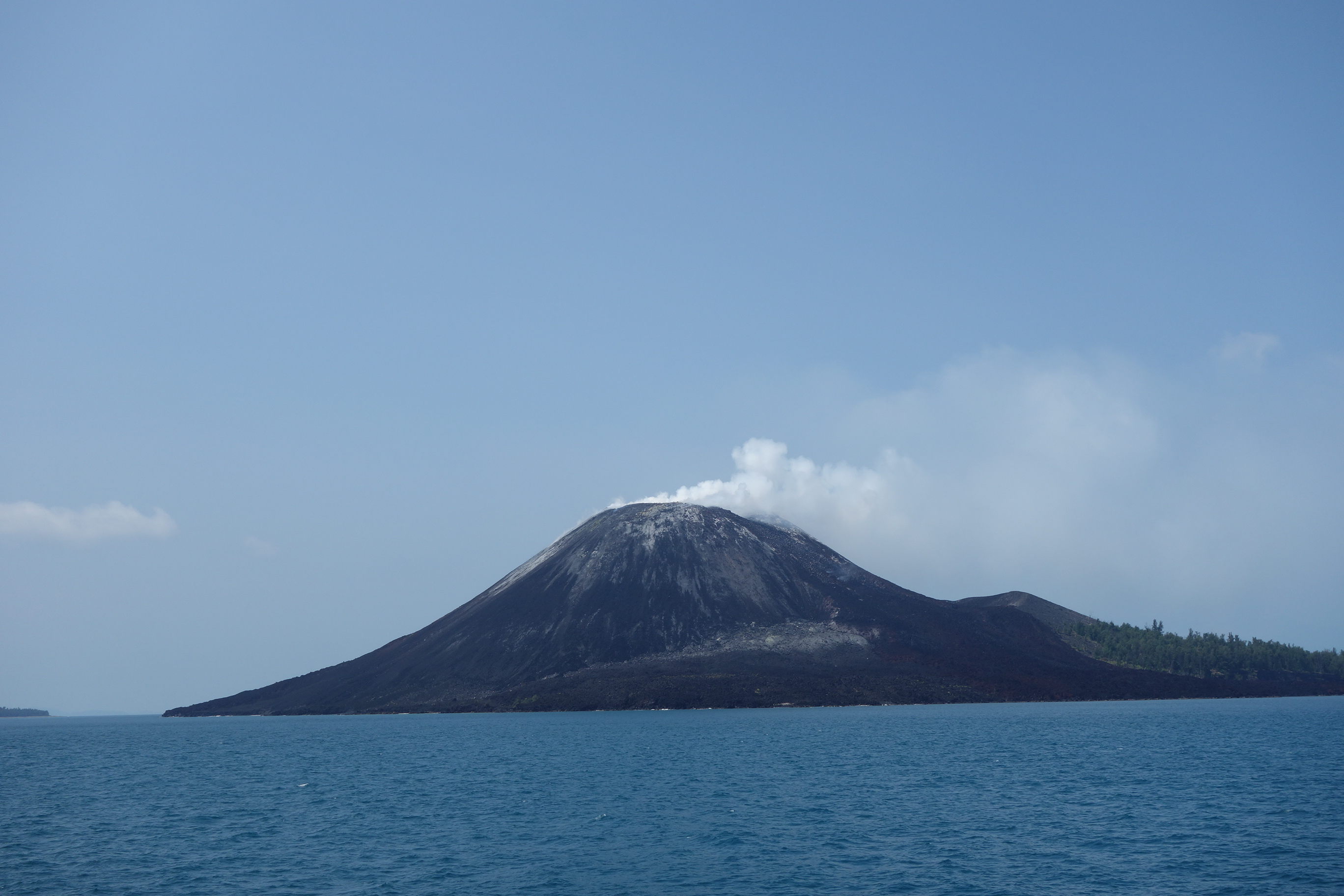
O Anak Krakatau em 2013.

Localizado sobre o Anel de Fogo do Pacífico, a Indonésia experimenta uma alta freqüência de terremotos e é o lar de 127 vulcões ativos. Um dos vulcões é o Anak Krakatoa (literalmente, "filho de Krakatoa") é um vulcão ativo no Estreito de Sunda , que surgiu em 1927 a partir da grande erupção do Krakatoa, em 1883 – uma das mais violentas erupções na história, que matou mais de 30000 pessoas através de enormes tsunâmis e queda de cinzas.
Nos meses que antecederam este tsunâmi, observou-se um aumento de atividade no Anak Krakatoa, com uma erupção no dia 21 de Dezembro de 2018, com duração de mais de 2 minutos e produzindo uma nuvem de cinzas de 400 metros de altura.

## Tsunâmi

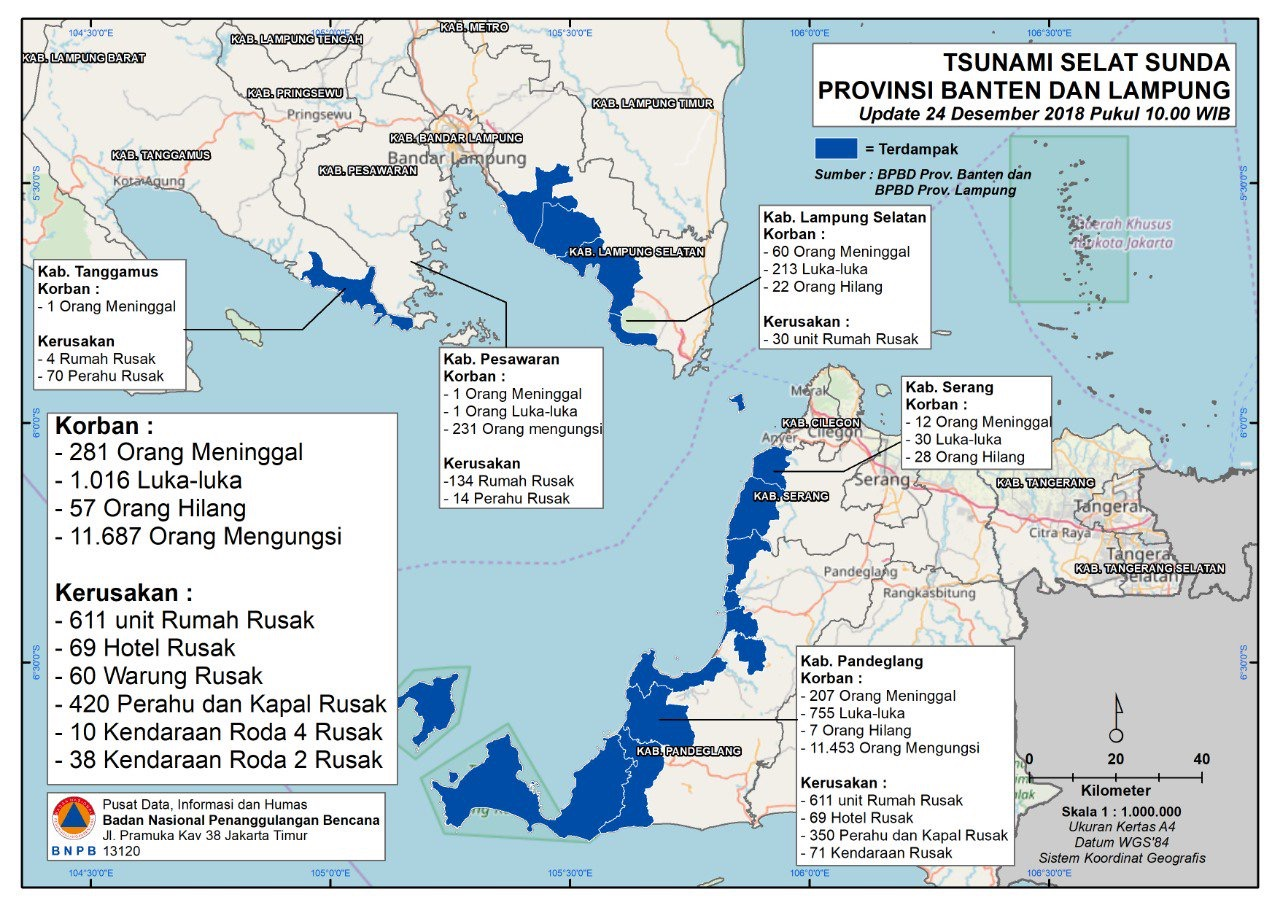
Áreas afetadas pelo tsunâmi no estreito de Sunda em 2018

Às 21:03, hora local (14:03 UTC), o Anak Krakatoa entrou em erupção e danificou equipamento local de sismografia, apesar de uma estação sismográfica vizinha ter detetado tremores contínuos. A BMKG detetou um evento de tsunâmi, por volta das 21:27 hora local (14:27 UTC) na costa ocidental de Banten, mas a agência não tinha detectado nenhum evento tectônico precedente. O porta-voz da Agência Indonésia de Contramedidas de Desastre (BNPB), Sutopo Purwo Nugroho, divulgou uma declaração, atribuindo o anormal tsunâmi às marés altas  causadas pela lua cheia combinadas com um deslizamento submarino de terra causado pela erupção do Anak Krakatoa.
Antes a BMKG tinha emitido um aviso de tsunâmi para as regiões em torno do estreito. Os marégrafos na região mediram em torno de 90 cm em Serang e 30 centímetros em Lampung, em cima dos 2 metros das marés altas.

## Mortos e feridos

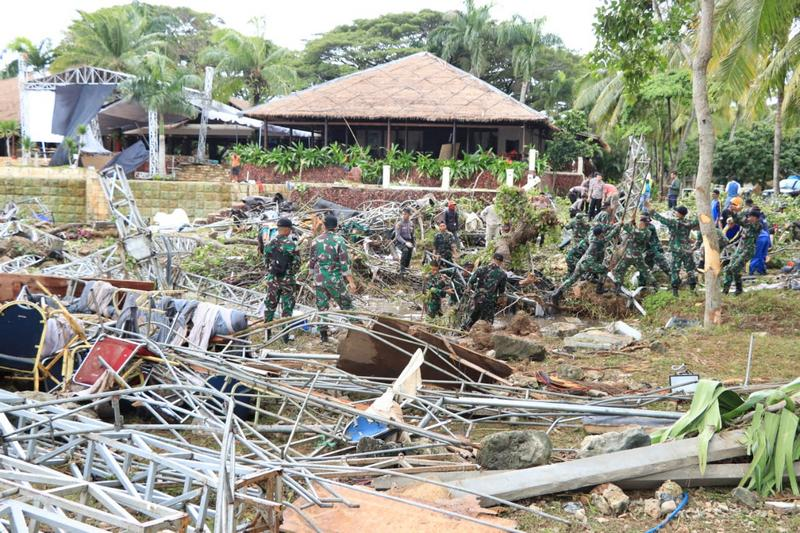
Palco onde a banda se apresentava após a passagem do tsunâmi.

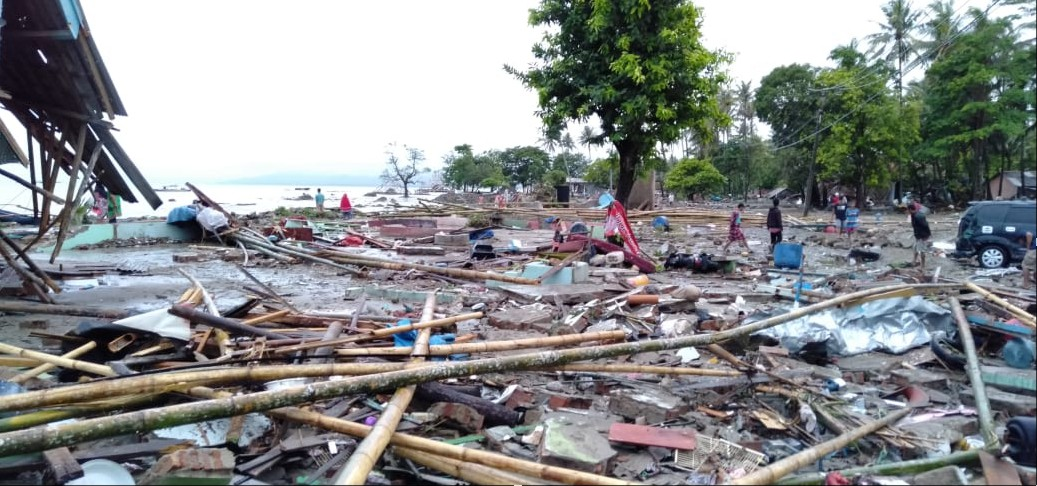
Destruição em uma praia de Banten após o tsunâmi.

O Conselho Indonésio para a Gestão de Desastres relatou inicialmente a existência de 20 mortos e 165 feridos. No dia seguinte, os números tinha sido revistos para 43 mortes – 33 em Pandeglang, 7, no sul de Lampung, e 3 em Serang, 584 feridos no total, e 2 pessoas desaparecidas, com a maior parte dos feridos registrados (491) também na região de Pandeglang. As áreas de Pandeglang atingidas pela onda incluíram praias que são destinos turísticos populares, tais como Tanjung Lesung. O número de mortes foi atualizado para 62, com 20 pessoas desaparecidas mais tarde naquele dia. Relatos de pessoas desaparecidas também ocorreram a partir de pequenas ilhas que fazem parte da regência de Pandeglang. Pelas 13:00, hora local, no dia 23 de dezembro, a BNPB tinha confirmado 168 mortos e 745 feridos, com mais de 30 pessoas dadas como desaparecidas. A contagem de dados no dia 25 de dezembro indicou que 429 pessoas morreram, 1 459 ficaram feridas e 16 000 estavam desabrigadas. Também haviam 57 desaparecidos
Entre as vítimas estavam Aa Jimmy, um ator indonésio, e os membros dos banda Seventeen, que teve os seus baixista e gerente dados logo como mortos, enquanto o guitarrista e o baterista foram declarados mortos horas depois. Um vídeo que circulou na Internet mostra o palco da banda atingido pelo tsunâmi, durante o show em Tanjung Lesung. Grupos de turismo da região e do Ministério de Esporte também foram afetados pelo tsunâmi, com alguns dos seus membros mortos, desaparecidos ou feridos.

## Danos
Cerca de 400 casas em Pandeglang localizadas perto da costa foram destruídas ou muito danificadas pelo tsunâmi. Hotéis também foram atingidos. 30 casas em Lampung também foram muito danificadas.  A rodovia que conecta Serang e Pandeglang foi destruída.

## Resposta

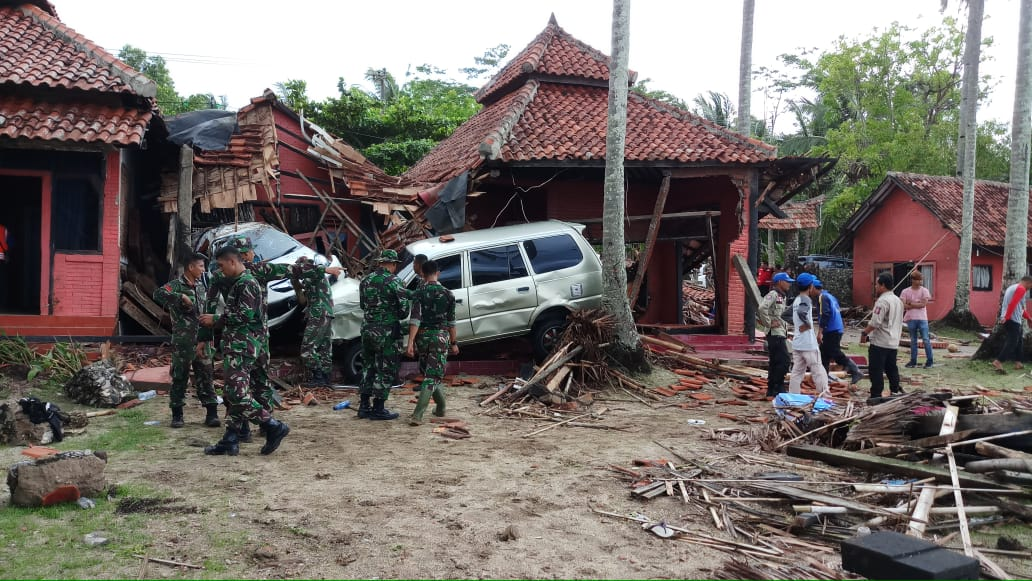
Soldados indonésios auxiliam sobreviventes.

O presidente da Indonésia, Joko Widodo, ordenou por uma resposta imediato pela BNPB, Ministério Social e a Forças Armadas da Indonésia. O Vice-Primeiro-Ministro da Malásia, Wan Azizah Wan Ismail, ofereceu assistência. O Ministério do Turismo interrompeu temporariamente toda a promoção do turismo para Lampung e Banten.
Horas após o evento, o Primeiro-Ministro Australiano Scott Morrison ofereceu ajuda, auxílio e assistência para as áreas afetadas, bem como o envio de sua condolências através do Twitter.
Após o tsunâmi, um mau funcionamento da sirene de alerta de tsunâmi, em uma aldeia em Pandeglang fez com que moradores evacuassem.